# لانتانا حمراء
لانتانا حمراء (الاسم العلمي: Lantana rubra) هي نوع نباتي يتبع جنس اللانتانا من فصيلة اللويزية.